# Nazlı Eray
Nazlı Eray (* 1945 in Ankara) ist eine türkische Schriftstellerin.
Eray studierte Jura in Istanbul, wo sie bereits die Schule besucht hatte. Danach war sie bis 1968 Mitarbeiterin im türkischen Ministerium für Tourismus und Öffentlichkeitsarbeit. Ihre vermehrte schriftstellerische Tätigkeit begann nach der Geburt ihrer Zwillinge. 1975 erschien ihr erstes Buch Ah Bayım Ah. Es folgten weitere Erzählungen und Romane. Eray war auch Kolumnistin für renommierte türkische Zeitungen. Ihre Werke wurden in zahlreiche Sprachen übersetzt. Ausgezeichnet wurde Eray in der Türkei mit dem Haldun-Taner- und dem Yunus-Nadi-Preis.